# Thomas Müller (oficer)
Thomas Müller (ur. 2 lutego 1902, zm. ?) – SS-Standartenführer i oficer Waffen-SS.

## Życiorys
Müller urodził się w Monachium w Bawarii 2 lutego 1902. Niewiele wiadomo o tym co działo się z Müllerem w początkowym okresie wojny.
Dowodził 9 Dywizją Pancerną SS "Hohenstaufen", 17 Dywizją Grenadierów Pancernych SS "Götz von Berlichingen" oraz 27 Ochotniczą Dywizją Grenadierów Pancernych SS "Langemarck".